# Alciónides
En la mitología griega se conocen como las Alciónides (en griego antiguo: Αλκυονίδες, Alkyonídes) a las siete hijas del gigante Alcioneo.
El la Suda se nos habla de las Alciónides a propósito de los «días del alción». Simónides dice que son once en número, al igual que Aristóteles, pero Demágoras de Samos dice que son siete, y Filócoro que nueve. Hegesandro cuenta el mito sobre ellas en sus Memorias.

Hegesandro dice que se llamaban Fostonia (Phthonia o Phosthonia), Ante (Antea), Metone (Metona), Alcipa (Ἀλκίππη Alkippē), Palene, Drimo y Asteria (Ἀστερία Asterie). 

Tras la muerte de su padre a manos de Heracles las muchachas se arrojaron al mar desde Canastreon, que es una cumbre de Pelene, pero Anfitrite las convirtió en las aves (alciones). Desde entonces los días sin viento y con el mar en calma se conocen como alciónidas o días del alción.  Un escoliasta varía el nombre de una de las Alciónides, entre Fostonia, Ftonia o Ctonia.

## Eponimia
Estas muchachas dieron sus nombres a las tierras de Palene y Metona. De la misma manera también fueron epónimas de algunos satélites de Saturno, entre ellos Metone, Antea y Palene. Las islas Alciónidas también se llamaron así en honor de las hijas de Alcioneo.
El término ‘alciónides’ también hace referencia a un fenómeno meteorológico del clima del centro de Grecia. Casi todos los años, después de Navidad y hasta mediados de enero, hay un periodo ininterrumpido de días con cielos azules despejados y temperaturas cálidas que, al menos en la región de Atenas, pueden superar los 20 °C a lo largo del día.